# Apiosordaria microcarpa
Apiosordaria microcarpa är en svampart som beskrevs av Udagawa & T. Muroi 1981. Apiosordaria microcarpa ingår i släktet Apiosordaria och familjen Lasiosphaeriaceae.   Inga underarter finns listade i Catalogue of Life.